# Belarussischer Fußballpokal 2000/01
Der Belarussische Fußballpokal 2000/01 war die zehnte Austragung des belarussischen Pokalwettbewerbs der Männer. Das Finale fand am 27. Mai 2001 im Dinamo-Stadion von Minsk statt. Pokalsieger wurde Belschyna Babrujsk, der sich im Finale gegen Titelverteidiger FK Slawija-Masyr durchsetzte.

## Modus
Im Gegensatz zur Liga wurde der Pokal im Herbst-Frühjahr-Rhythmus ausgetragen. Bis zum Achtelfinale und im Finale wurden die Begegnungen in einem Spiel ausgetragen. Bei unentschiedenem Ausgang wurde zur Ermittlung des Siegers eine Verlängerung gespielt. Stand danach kein Sieger fest, folgte ein Elfmeterschießen. Das Viertel- und Halbfinale wurden in Hin- und Rückspiel ausgetragen. Der Pokalsieger qualifizierte sich für den UEFA-Pokal.

## Teilnehmende Teams
| Wyschejschaja Liha (16) | Perschaja Liha (14) | Druhaja Liha (13) |
| --- | --- | --- |
| - BATE Baryssau - Belschyna Babrujsk - FK Dinamo Minsk - FK Slawija-Masyr - FK Dinamo Brest - FK Homel - Njoman-Belcard Hrodna - FK Kamunalnik Slonim - FK Lida - Dnjapro-Transmasch Mahiljou - Tarpeda Kadina Mahiljou - Naftan-Dewon Nawapolazk - Tarpeda-MAZ Minsk - FK Schachzjor Salihorsk - Wedrytsch-97 Retschyza - Lakamatyu-96 Wizebsk | - Swislatsch-Krowlja Assipowitschy - FK Keramik Bjarosa - FK Njoman Masty - FK Hranit Mikaschewitschy - Swjasda WA-BHU Minsk - Traktor Minsk - FK Luninez - FK Maladsetschna - Palesse Kosenki - FK Orscha - FK Rahatschou - FK Tarpeda Schodsina - Chimik Swetlahorsk - ZLiN Homel | - Asjarzy Hlybokaje - FK Baranawitschy - FK Daryda Stoubzy - FK Arbita Minsk - FK Pinsk-900 - FK Pruschany - Sabudowa Tschysz - Niwa Schytkawitschy - FK Smarhon - FK Weras Njaswisch - FK Staryja Darohi - Wertikal Kalinkawitschy - Wadakanal-Transit Brest |

## 1. Runde
Teilnehmer: 13 Mannschaften der zweiten Liga und 13 aus der dritten Liga. Die unterklassigen Teams hatten Heimrecht.
| Datum      |                               | Ergebnis  |                                       |
| ---------- | ----------------------------- | --------- | ------------------------------------- |
| 14.06.2000 | FK Baranawitschy (III)        | 2:1 n. V. | FK Njoman Masty (II)                  |
| 14.06.2000 | FK Weras Njaswisch (III)      | 1:0       | FK Maladsetschna (II)                 |
| 14.06.2000 | FK Arbita Minsk (III)         | 0:1       | Swjasda WA-BHU Minsk (II)             |
| 14.06.2000 | Asjarzy Hlybokaje (III)       | 3:1       | FK Orscha (II)                        |
| 14.06.2000 | FK Pruschany (III)            | 1:2 n. V. | FK Hranit Mikaschewitschy (II)        |
| 14.06.2000 | FK Staryja Darohi (III)       | 0:1       | FK Rahatschou (II)                    |
| 14.06.2000 | Niwa Schytkawitschy (III)     | 2:4       | FK Tarpeda Schodsina (II)             |
| 14.06.2000 | Wertikal Kalinkawitschy (III) | 2:0       | Palesse Kosenki (II)                  |
| 14.06.2000 | Wadakanal-Transit Brest (III) | 2:1 n. V. | Swislatsch-Krowlja Assipowitschy (II) |
| 14.06.2000 | FK Daryda Stoubzy (III)       | 1:0       | FK Luninez (II)                       |
| 14.06.2000 | Sabudowa Tschysz (III)        | 2:1 n. V. | ZLiN Homel (II)                       |
| 14.06.2000 | FK Smarhon (III)              | 1:0       | FK Keramik Bjarosa (II)               |
| 14.06.2000 | FK Pinsk-900 (III)            | kampflos  | Traktor Minsk (II)                    |

## 2. Runde
Teilnehmer waren die 13 Sieger der ersten Runde, die 14 Mannschaften der Wyschejschaja Liha 2000 und mit Chimik Swetlahorsk ein Verein aus der zweiten Liga. Mit dem FK Homel und FK Schachzjor Salihorsk erhielten zwei weitere Erstligisten für die 2. Runde ein Freilos. Die unterklassigen Teams hatten Heimrecht.
| Datum      |                                | Ergebnis  |                                 |
| ---------- | ------------------------------ | --------- | ------------------------------- |
| 08.07.2000 | Wertikal Kalinkawitschy (III)  | 0:2       | BATE Baryssau (I)               |
| 12.07.2000 | FK Baranawitschy (III)         | 1:4       | Dnjapro-Transmasch Mahiljou (I) |
| 12.07.2000 | Swjasda WA-BHU Minsk (II)      | 1:2 n. V. | Tarpeda Kadina Mahiljou (I)     |
| 12.07.2000 | FK Tarpeda Schodsina (II)      | 1:2       | Wedrytsch-97 Retschyza (I)      |
| 12.07.2000 | FK Daryda Stoubzy (III)        | 1:2 n. V. | FK Dinamo Minsk (I)             |
| 12.07.2000 | FK Weras Njaswisch (III)       | 2:8       | Belschyna Babrujsk (I)          |
| 12.07.2000 | FK Hranit Mikaschewitschy (II) | 1:0       | FK Lida (I)                     |
| 12.07.2000 | FK Smarhon (III)               | 0:1       | FK Dinamo Brest (I)             |
| 12.07.2000 | Asjarzy Hlybokaje (III)        | 1:4       | Njoman-Belcard Hrodna (I)       |
| 12.07.2000 | FK Rahatschou (II)             | 0:2       | Lakamatyu-96 Wizebsk (I)        |
| 12.07.2000 | Wadakanal-Transit Brest (III)  | 0:8       | FK Slawija-Masyr (I)            |
| 12.07.2000 | Sabudowa Tschysz (III)         | 1:0       | Naftan-Dewon Nawapolazk (I)     |
| 12.07.2000 | FK Pinsk-900 (III)             | 0:1       | FK Kamunalnik Slonim (I)        |
| 12.07.2000 | Chimik Swetlahorsk (II)        | 0:5       | Tarpeda-MAZ Minsk (I)           |

## Achtelfinale
Teilnehmer waren die 14 Sieger der zweiten Runde und die 2 Vereine mit Freilos in der letzten Runde.
| Datum      |                                 | Ergebnis              |                                |
| ---------- | ------------------------------- | --------------------- | ------------------------------ |
| 02.10.2000 | Wedrytsch-97 Retschyza (I)      | 1:0                   | FK Dinamo Brest (I)            |
| 02.10.2000 | FK Slawija-Masyr (I)            | 4:1                   | Sabudowa Tschysz (III)         |
| 02.10.2000 | Dnjapro-Transmasch Mahiljou (I) | 0:1                   | BATE Baryssau (I)              |
| 02.10.2000 | Njoman-Belcard Hrodna (I)       | 0:3                   | Belschyna Babrujsk (I)         |
| 02.10.2000 | Tarpeda-MAZ Minsk (I)           | 0:1                   | Tarpeda Kadina Mahiljou (I)    |
| 02.10.2000 | FK Kamunalnik Slonim (I)        | 1:2                   | FK Schachzjor Salihorsk (I)    |
| 02.10.2000 | FK Dinamo Minsk (I)             | 3:1                   | FK Hranit Mikaschewitschy (II) |
| 02.10.2000 | FK Homel (I)                    | 2:2 n. V. (7:6 i. E.) | Lakamatyu-96 Wizebsk (I)       |

## Viertelfinale
Teilnehmer waren die 8 Sieger aus dem Achtelfinale.
| Datum             |                             | Gesamt    |                             | Hinspiel | Rückspiel |
| ----------------- | --------------------------- | --------- | --------------------------- | -------- | --------- |
| 20.04./02.05.2001 | FK Schachzjor Salihorsk (I) | 3:6       | FK Dinamo Minsk (I)         | 1:3      | 2:3       |
| 20.04./02.05.2001 | FK Homel (I)                | 3:5       | Belschyna Babrujsk (I)      | 2:2      | 1:3       |
| 20.04./02.05.2001 | Wedrytsch-97 Retschyza (I)  | 4:0       | Tarpeda Kadina Mahiljou (I) | 2:0      | 2:0       |
| 20.04./02.05.2001 | FK Slawija-Masyr (I)        | (a)3:3(a) | BATE Baryssau (I)           | 0:2      | 3:1       |

## Halbfinale
| Datum          |                        | Gesamt    |                            | Hinspiel | Rückspiel |
| -------------- | ---------------------- | --------- | -------------------------- | -------- | --------- |
| 10./18.05.2001 | Belschyna Babrujsk (I) | (a)1:1(a) | Wedrytsch-97 Retschyza (I) | 0:0      | 1:1       |
| 10./18.05.2001 | FK Dinamo Minsk (I)    | 1:2       | FK Slawija-Masyr (I)       | 0:1      | 1:1       |

## Finale
| Paarung            | Belschyna Babrujsk – FK Slawija-Masyr |
| Ergebnis           | 1:0 n. V. |
| Datum              | 27. Mai 2001 |
| Stadion            | Dinamo-Stadion, Minsk |
| Zuschauer          | 8.000 |
| Schiedsrichter     | Uladsimir Suchawarau |
| Tore               | 1:0 Eduard Hradaboeu (96.) |
| Belschyna Babrujsk | Walerij Schantalossau – Aljaksandr Sednjow, Sjarhej Sjanewitsch, Jaraslau Swjardlou (65. Andrej Chrypatsch), Uladsimir Klimawitsch – Eduard Hradaboeu, Ihar Hradaboeu , Dsjanis Karolik (81. Sjarhej Wechzeu), Aljaksandr Schahojka – Ihar Truchau, Wital Aljaschtschanka (60. Dmitryj Balaschou) Cheftrainer: Wjatschaslau Akschajeu |
| FK Slawija-Masyr   | Wital Warywontschyk – Denis Perwuschin (60. Ihor Balin), Oleg Samatow, Uladsimir Sorotschinskij, Radojica Vasić – Fjodar Lukaschenka, Uladsimir Karyzka, Aleksander Gruber, Artur Mazwejtschyk – Dsmitry Tschalej (62. Igor Rakowskij), Raman Wasiljuk Cheftrainer: Vladimir Petrović ( Serbien)                                      |
| Gelbe Karten       | Ihar Hradaboeu – Oleg Samatow |